# Meraj Airlines
Meraj Airlines (persan : هواپیمایی معراج) est une compagnie aérienne privée iranienne basée à l'aéroport Mehrabad de Téhéran et à l'aéroport international Imam Khomeini.

## Histoire

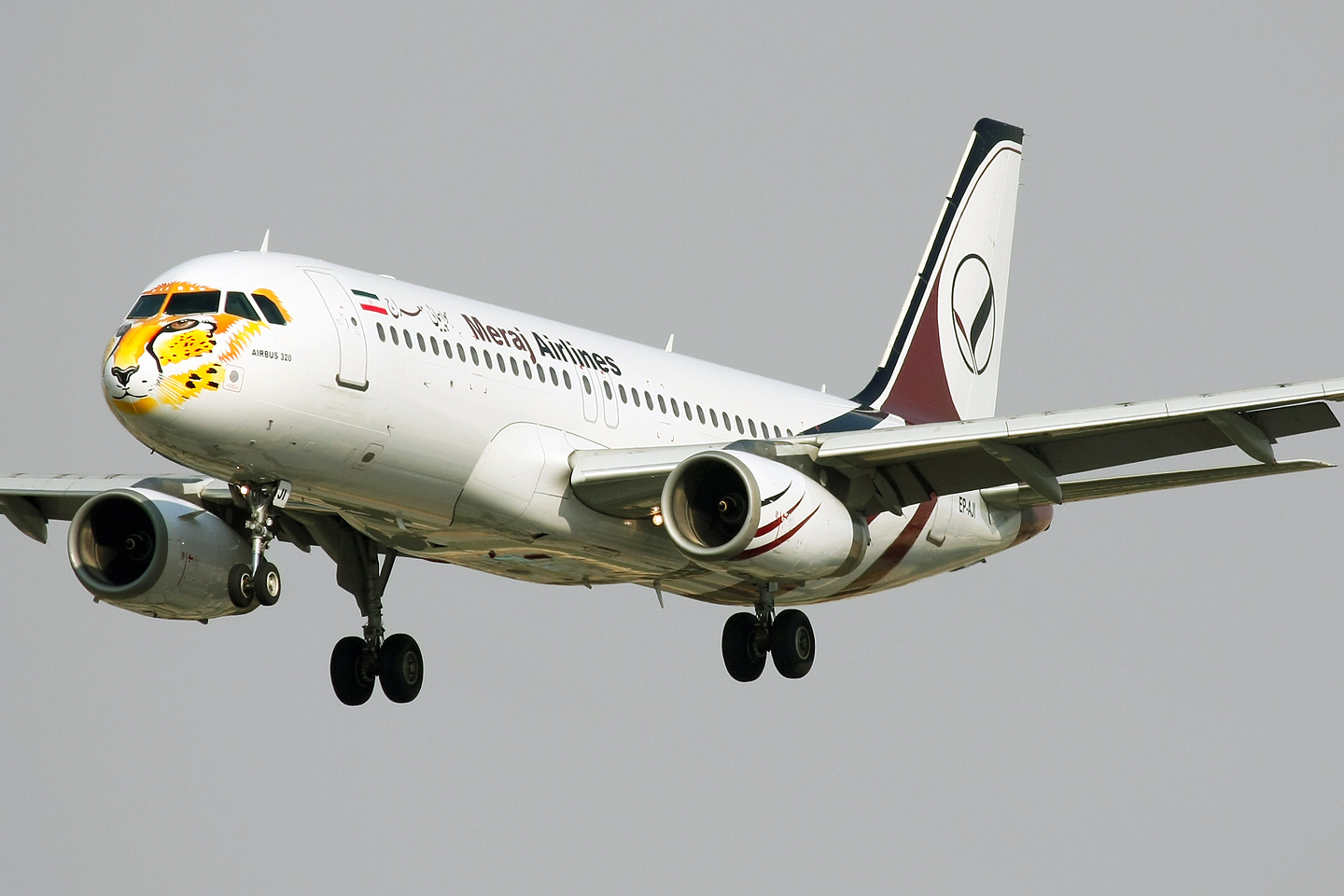
Meraj Airlines Airbus A320 atterrissant à l' aéroport international de Mehrabad, avec une livrée spéciale de guépard asiatique sur son nez pour la sensibiliser à la conservation de la faune pour l'espèce (2015)

## Flotte

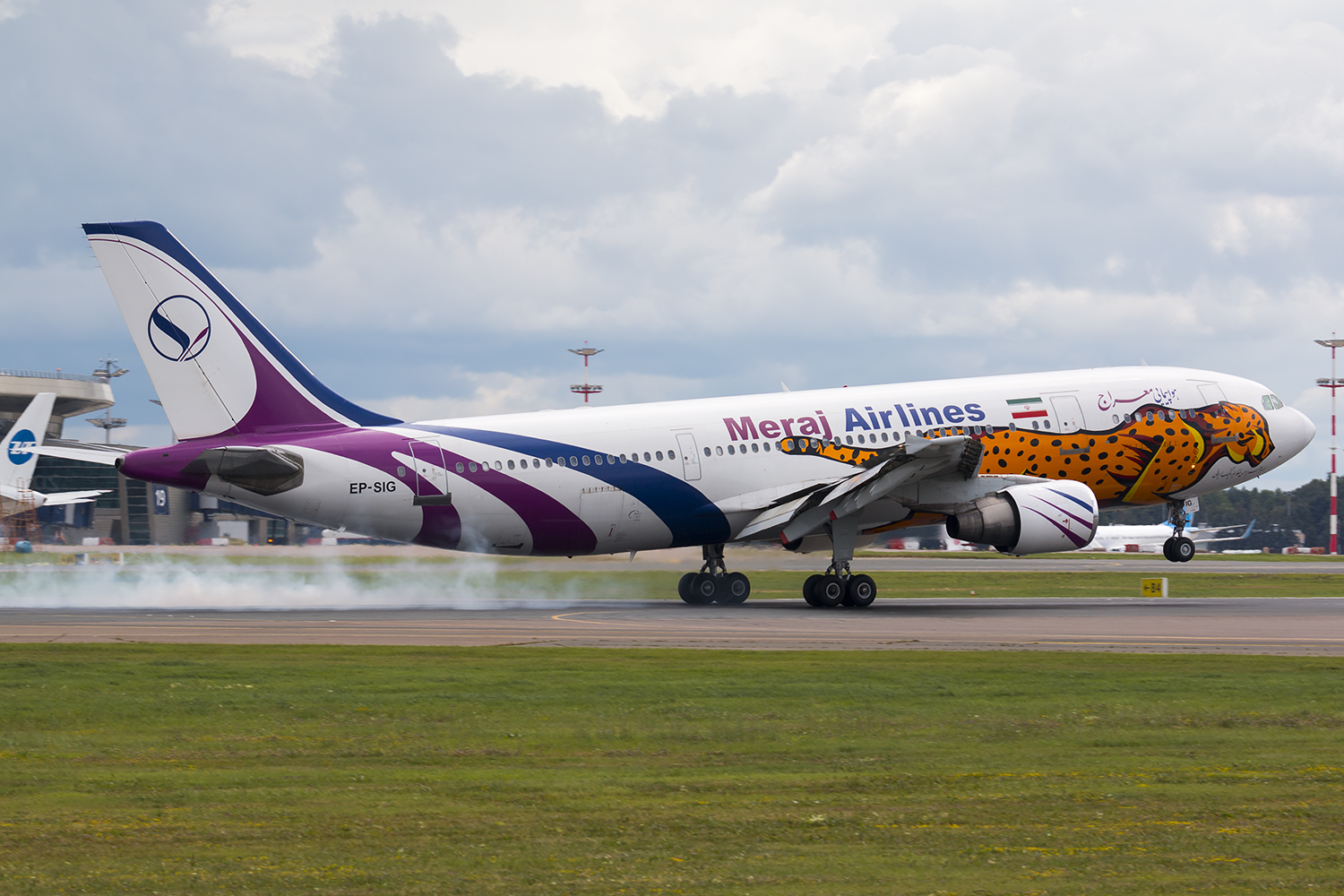
Meraj Airlines Airbus A300-600 peint en livrée guépard asiatique à Moscou

### Flotte actuelle
Au mois de décembre 2020, la compagnie opère les appareils suivants :

### Ancienne flotte
La compagnie aérienne exploitait auparavant les avions suivants :
- 1 Airbus A321-200
- 1 Airbus A340-300

## Livrée spéciale
En 2015, Meraj Airlines a peint le nez d'un Airbus A320 et le fuselage d'un Airbus A300 avec des images d'un guépard asiatique en collaboration avec l'Iranian Cheetah Society pour sensibiliser le public au chat en voie de disparition.
En 2018, la compagnie a également peint le fuselage d'un Airbus A300-600R avec un guépard asiatique.

## Services

### Cabine

#### Première classe
Introduit en 2015, les sièges-lits sont disponibles sur les avions Airbus A300-600 de classe 2. Chaque siège a une fonction de massage; une partition; un appui-tête ailé avec mouvement à six voies; deux lampes de lecture individuelles et un plafonnier; alimentation dans le siège, ports USB et une prise RCA pour la connexion d'un ordinateur portable; et installations de divertissement. Chaque siège se transforme en 2 mètres (6 ft 7 in) lit. Les passagers à l'arrivée ont la possibilité d'utiliser les installations d'arrivée de première classe de Meraj, ainsi que le nouveau salon d'accueil de l'aéroport international Imam Khomeini de Téhéran.

#### Classe affaire
La classe affaires originale comporte des sièges plats inclinés avec une inclinaison de 150 degrés. Les passagers peuvent également utiliser les installations du salon de l'aéroport de Meraj.

#### Économie de la meilleure qualité
Introduit sur les Airbus A320, le Premium Economy de Meraj est en cours de déploiement sur tous les avions court-courriers. Il offre des sièges Economy + avec plus d'espace, de confort et de meilleurs services.

#### Classe économique
Les passagers reçoivent des repas, ainsi que des boissons gratuites.

### Système de divertissement à bord
Les passagers de la compagnie aérienne Meraj peuvent utiliser l'écran principal de divertissement installé dans la cabine pour regarder une variété de programmes différents, y compris des clips humoristiques, des documentaires et des événements sportifs.

## Voir également
- Liste des opérateurs de l'Airbus A300
- Liste des exploitants d'Airbus A340
- Liste des compagnies aériennes de l'Iran
- Tourisme en Iran
- Transport en Iran